# Кабаков, Александр Абрамович
Алекса́ндр Абра́мович Кабако́в (22 октября 1943[…], Новосибирск — 18 апреля 2020, Москва) — русский писатель, автор психологической прозы, публицист и обозреватель, журналист, колумнист, сценарист.

## Биография
Родился в Новосибирске в семье военнослужащего Абрама Яковлевича Кабакова (1915—1988), уроженца Молочанска, и Фриды Исааковны Левиной. Отец, выпускник Московского института инженеров транспорта, с июня 1941 года служил инженером производственно-технического отдела 25-й железнодорожной бригады (в 1945 году во время советско-японской войны — 2-го Дальневосточного фронта), после войны участвовал в разработках первых советских баллистических ракет, подполковник, награждён четырьмя орденами Красной Звезды (1945, 1956, 1959, 1968), медалями. В 1948 году семья поселилась в Орше, затем провела несколько лет в Москве, где отец учился в Военной артиллерийской инженерной академии имени Ф. Э. Дзержинского, и наконец была направлена на полигон Капустин Яр.
Окончил механико-математический факультет Днепропетровского университета и на протяжении шести лет работал инженером в ракетном конструкторском бюро Янгеля на Южмаше.
С 1972 года начал работать журналистом в газете «Гудок», с которой связано 16 лет его творческой деятельности.
С 1988 года работал в еженедельной газете «Московские новости» — сначала обозревателем, затем заместителем главного редактора и ответственным секретарём. Повесть-антиутопия «Невозвращенец» принесла ему популярность. Роман читали на «Радио Свобода» в том же году.
15 сентября 1999 года перешёл в издательский дом «Коммерсантъ» на должность специального корреспондента и заведующего отделом.
В этот же период Александр Кабаков был обозревателем «Столичной вечерней газеты» и заместителем главного редактора журнала «Новый очевидец».
В последние годы жизни работал главным редактором журнала «Саквояж СВ», публиковался в периодической печати как публицист и колумнист.
Кабаков был председателем жюри премии «Русский Букер-2006». Входил в состав попечительского совета телекомпании «РЕН ТВ», общественного совета при Федеральном агентстве по печати и массовым коммуникациям.
По произведениям Кабакова были сняты фильмы «Десять лет без права переписки» (режиссёр В. Наумов, 1990) и «Невозвращенец» (режиссёр С. Снежкин, 1991).
Книги Кабакова издавались во многих странах мира, в том числе в США, Франции, Германии, Италии, Испании, во всех скандинавских странах, Японии и Китае.
В 2011 году Кабаков в соавторстве с Евгением Поповым издал книгу воспоминаний «Аксёнов». Авторов крайне волновал вопрос «писательской судьбы», относящийся к хитросплетениям биографии, рождению большой Личности. Сверхзадачей книги авторы считали противостояние искажению фактов в угоду той или иной конъюнктуре.
3—4 октября 2014 года Кабаков принял участие в театрализованных онлайн-чтениях «Каренина. Живое издание».
Был женат на журналистке Элле Евгеньевне Никольской, работавшей редактором отдела писем в газете «Гудок». Дочь от первого брака с Ларисой Александровной Кабаковой (Курлановой) — Раиса Тюрина (род. 30 апреля 1965), адвокат.
Александр Кабаков скончался 18 апреля 2020 в Москве после продолжительной болезни. Причиной смерти писателя стала тромбоэмболия. 
Похоронен на кладбище деревни Аносино (Истринский район, Московская область).

## Произведения

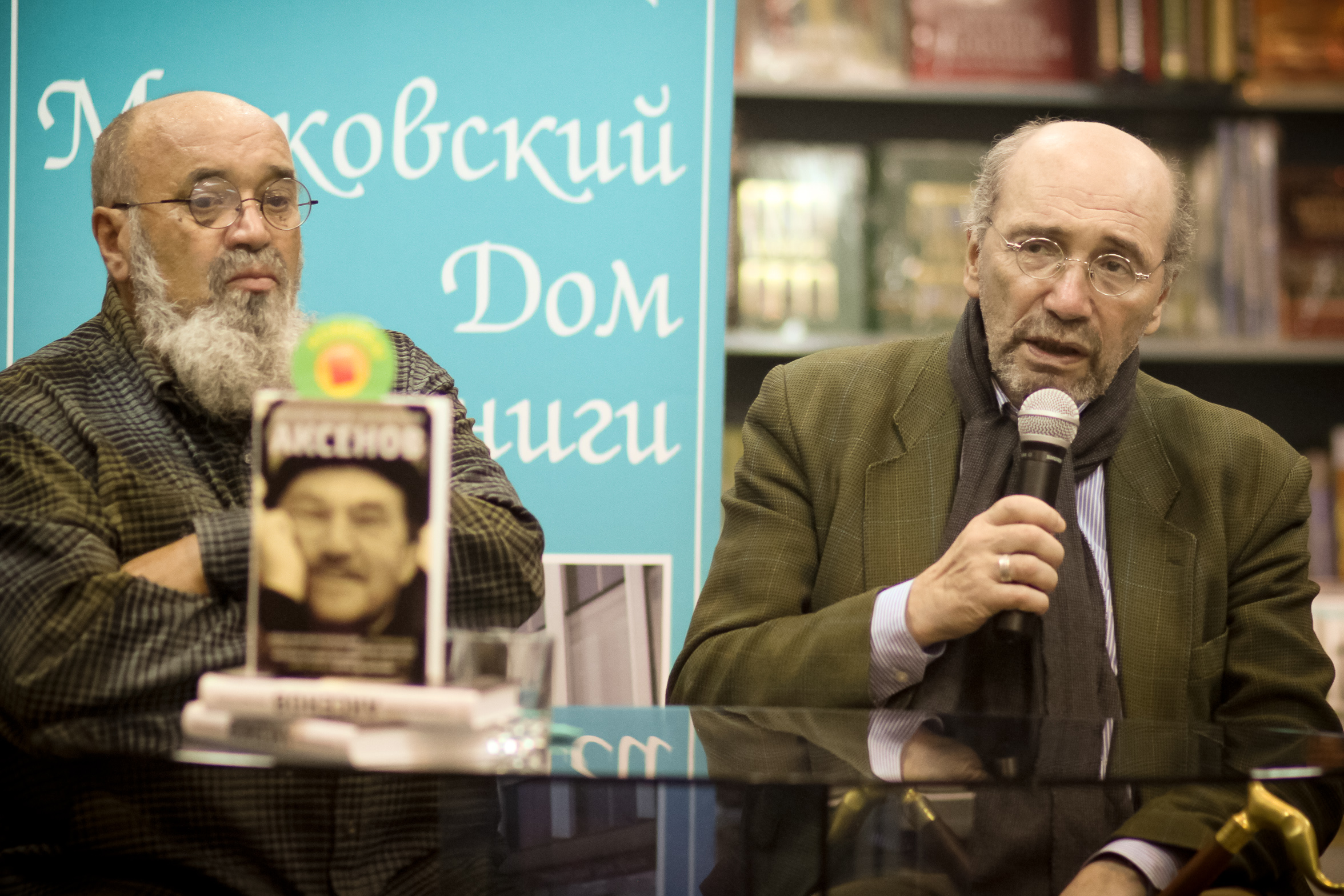
Александр Кабаков и Евгений Попов на презентации книги «Аксёнов». 2011

- «Заведомо ложные измышления», М., Книжная палата, 1989. — 224 с., 5 000 экз.
- «Невозвращенец», М., Диалог культур, 1990. — 128 с., 300 000 экз.
- «Невозвращенец», Одесса, Вариант, 1990. — 48 с., 250 000 экз.
- «Подход Кристаповича», М., Огонёк — Вариант., 1990. — 160 с., 31 000 экз.
- «Невозвращенец», Л., Петрополь, 1991 — 36 с., 50 000 экз.
- «Сочинитель», М., Текст, 1991
- «Ударом на удар, или Подход Кристаповича», М., Авлад — Файн, 1993. — 208 с., 100 000 экз.
- «Сочинитель», Самара, 1992. — 96 с., 50 000 экз.
- «Похождения настоящего мужчины» М.: Вагриус, 1993. — 320 с., 75 000 экз.
- «Самозванец», роман. М., Вагриус, 1997
- «Последний герой», М., Вагриус, — СПб., Лань, 1995. — 208 с., 50 000 экз.
- «Последний герой», М., Вагриус, 1996. — 352 с., 10 000 экз.
- Зал прилёта. М., Вагриус, 1999. — 414 с., 5 000 экз.
- Кафе «Юность», М., Вагриус, 1999. — 464 с., 5 000 экз.
- «Последний герой», М., Вагриус, 2001. — 368 с., 7 000 экз.
- «Поздний гость», роман. Вагриус, 2007
- «Всё поправимо», роман. М., Вагриус, 2006 — «Большая премия Аполлона Григорьева» и премия «Большая книга»
- «Путешествия Экстраполятора». М., Вагриус, 2000
- «Московские сказки», Вагриус, 2005, 2007 — премия «Ивана Бунина» и приз «Проза года»
- «Невозвращенец. Приговорённый». М., Вагриус, 2003
- «Путешествия экстраполятора и другие сказки» (2000)
- «Считается побег» (М., Вагриус, 2001)
- «Приговорённый». М., Вагриус, 2007
- «Рассказы о людях». М., Вагриус, 2007
- «Городские сумерки». М., Вагриус, 2007
- «Ударом на удар». М., Вагриус, 2007
- «Бульварный роман и другие сказки». М., Вагриус, 2007
- «Беглец» (2008)
- «Москвариум», М., Огонёк, 2008
- «Роль хрусталя в семейной жизни» АСТ, 2008
- «Беглецъ». М., АСТ, 2009
- «Русские не придут». АСТ, 2010
- «Дом моделей» (М., АСТ, 2010)
- «Зона обстрела» М., АСТ, 2010
- «Очень сильный пол», М., АСТ, 2011
- «Аксёнов» (в соавторстве с Евгением Поповым, 2011)
- «Московские сказки», М., Астрель, 2011
- «Нам не прожить зимы», М., АСТ, 2011
- «Проехали. Машины прошлого века в воспоминаниях с картинками» (АСТ, 2012)
- «Старик и ангел», роман (2013)
- «День рождения женщины средних лет» М., АСТ, 2010
- «День рождения женщины средних лет» (М., АСТ, Редакция Елены Шубиной, 2013)
- «Повести Сандры Ливайн». М., АСТ, 2013
- «Стакан без стенок» М., АСТ, 2014
- «Камера хранения: мещанская книга» (М., АСТ, 2015)
- «Группа крови». М., Время, 2018

## Экранизации
- 1990 — Десять лет без права переписки
- 1991 — Невозвращенец (фильм)

## Премии, номинации

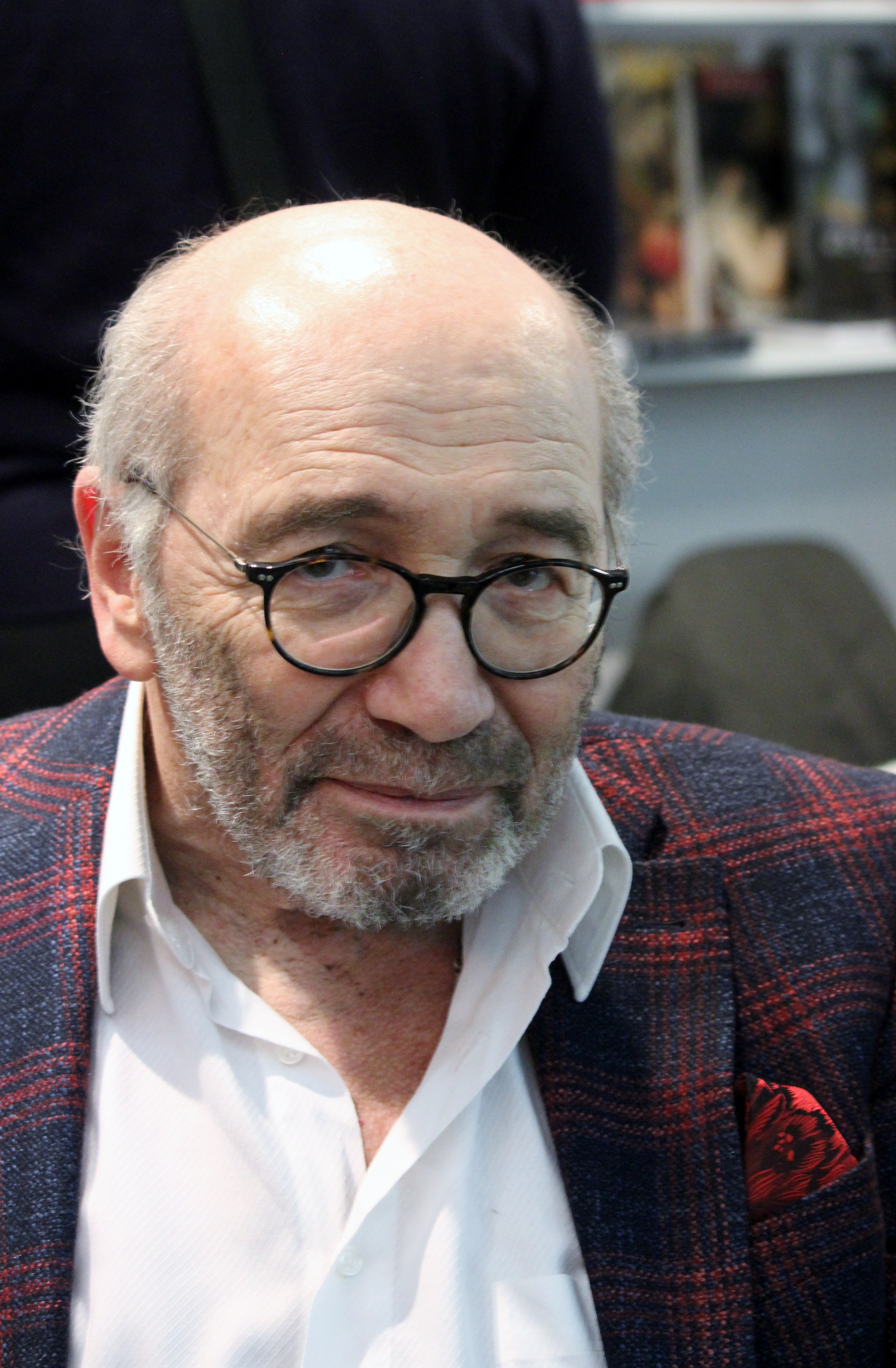
Кабаков на non/fictio№ 20, 2018

- 1981 — премия «Золотой телёнок» «Литературной Газеты» («Клуба 12 стульев»).
- 1989 — Премия ЦМИ «Поиск» «Прорыв» за смелость и честность в журналистике и литературе.
- 2005 — Большая премия Аполлона Григорьева (роман «Всё поправимо»).
- 2005 — приз «Проза года» (сборник «Московские сказки»).
- 2006 — лауреат премии «Большая книга» (второе место, роман «Всё поправимо»).
- 2006 — финалист премии «Большая книга» (сборник «Московские сказки»).
- 2006 — премия Ивана Бунина (сборник «Московские сказки»).
- 2009 — Премия Правительства Российской Федерации в области культуры — за роман «Последний герой».
- 2012 — лауреат премии «Большая книга» (второе место, роман-биография «Аксенов»).

## Критика
- Станислав Секретов. «Жизнь. В поисках смысла» (Александр Кабаков. Всё поправимо. Вагриус, 2004) // Новый мир. — 2005. — № 6.
- Александр Чанцев. «Агасфер возвращается» (Александр Кабаков. Московские сказки. Вагриус, 2005) // Октябрь. — 2005. — № 9.
- Павел Тимошинов. «Александр Кабаков. Беглец. АСТ, 2009» // Новости литературы.
- Лев Пирогов. «Шестидесятники. Необычный мёртвый» (Александр Кабаков. Евгений Попов. Аксёнов. АСТ: Астрель, 2011) // Литературная газета. — 2011. — № 48.
- Анастасия Бударина. "Творческая индивидуальность А. Кабакова"

О жизни и творчестве Кабакова рассказывает выпуск телевизионного проекта «Линия жизни» (2008, ГТРК «Культура»).

## Общественная позиция
В 1996 году был среди деятелей культуры и науки, призвавших российские власти остановить войну в Чечне и перейти к переговорному процессу.